# Minganie–Le Golfe-du-Saint-Laurent
Minganie–Le Golfe-du-Saint-Laurent (ancien nom: Minganie–Basse-Côte-Nord) est une division de recensement de la province canadienne de Québec. Elle inclut la municipalités régionales de comté de Minganie et du Golfe-du-Saint-Laurent et était peuplée par une population de 11 895 au recensement de 2006 et de 11 708 au recensement de 2011.